# Spartacus: War of the Damned
Spartacus: War of the Damned is het derde en laatste seizoen van Spartacus, een Amerikaanse serie geproduceerd in Nieuw-Zeeland. Het is het vervolg op Spartacus: Gods of the Arena, Spartacus: Blood and Sand en Spartacus: Vengeance.
Spartacus: War of the Damned ging in de Verenigde Staten op 25 januari 2013 in première. De laatste aflevering werd op 12 april uitgezonden.
De serie is geïnspireerd door de historische figuur Spartacus, de leider van een Romeinse slavenopstand.

## Rolverdeling
| Acteur                 | Personage                 |
| ---------------------- | ------------------------- |
| Liam McIntyre          | Spartacus                 |
| Manu Bennett           | Crixus                    |
| Dustin Clare           | Gannicus                  |
| Dan Feuerriegel        | Agron                     |
| Cynthia Addai-Robinson | Naevia                    |
| Ellen Hollman          | Saxa                      |
| Pana Hema Taylor       | Nasir                     |
| Simon Merrells         | Marcus Licinius Crassus   |
| Christian Antidormi    | Tiberius Licinius Crassus |
| Todd Lasance           | Julius Caesar             |
| Blessing Mokgohloa     | Castus                    |
| Ditch Davey            | Nemetes                   |
| Anna Hutchinson        | Laeta                     |
| Jenna Lind             | Kore                      |
| Gwendolyn Taylor       | Sibyl                     |
| Roy Snow               | Quintus Marcius Rufus     |
| Jared Turner           | Lucius Furius             |
| John Wraight           | Lucius Cossinius          |
| Heath Jones            | Donar                     |
| Barry Duffield         | Lugo                      |
| Luna Rioumina          | Belesa                    |
| Ayşe Tezel             | Canthara                  |
| Vanessa Cater          | Verenda                   |
| Joel Tobeck            | Gnaeus Pompeius Magnus    |

## Afleveringen
| Nr. | #  | Titel                  | Regisseur     | Schrijver(s)                 | Datum uitzending |
| --- | -- | ---------------------- | ------------- | ---------------------------- | ---------------- |
| 24 | 1  | Enemies of Rome        | Mark Beesley  | Steven S. DeKnight           | 25 januari 2013  |
| Het is bijna een jaar later sinds het begin van de slavenopstand. Spartacus en zijn volgelingen verslaan verschillende Romeinse legers in hun opdracht om Rome te doen beven. Spartacus zegt zijn hoogste bevelhebbers Crixus, Agron en Gannicus dat ze een stad nodig hebben voor hun volgelingen om als uitvalsbasis te gebruiken door aan te wijzen dat zich verschuilen voor de Romeinse troepen moeilijk zal worden tijdens de aankomende winter. De Romeinse bevelhebbers Furius en Cossinius zijn gefrustreerd over het gebrek aan vooruitgang in het verslaan van de rebellen. Spartacus en enkele vertrouwelingen sluipen naar de villa waar de bevelhebbers zich schuil houden en doden hen. In Rome, na het horen van deze laatste nederlaag, vreest de Senaat dat Rome zelf in gevaar kan komen. Rome mist de fondsen en manschappen om een voldoende groot leger samen te stellen. Senator Metellus wendt zich tot de immens rijke, ambitieuze zakenman Marcus Licinius Crassus, die het aanbod om een nieuw leger samen te stellen en de slavenopstand tot een einde te brengen aanvaardt. Crassus' tienerzoon Tiberius is gefrustreerd wanneer hij verneemt dat zijn vader akkoord is gegaan zonder te onderhandelen over een verheven status of mandaat. Tiberius oefent zijn gevechten met een duur betaalde gladiator, die hij uiteindelijk weet te doden in een eerlijk duel. Spartacus' overwinning na het doden van Furius en Cossinius speelt onbewust in Crassus' voordeel, aangezien die nu officieel als enige de bevelhebber is over het Romeinse leger. |    |                        |               |                              |                  |
| 25 | 2  | Wolves at the Gate     | Jesse Warn    | Aaron Helbing & Todd Helbing | 26 januari 2013  |
| Spartacus en zijn volgelingen zijn van plan om de controle over te nemen over de ommuurde kuststad Sinuessa met de hulp van de lokale weggelopen slaaf Diotimos, die Spartacus' krijgsraad helpt met een plan te beramen over hoe ze de stad zullen innemen. Spartacus doet zich samen met Crixus en Gannicus voor als rijke koopman om de stad te kunnen verkennen. Hij raakt gedegouteerd over de wreedheid van de plaatselijke magistraat en Romeinse elite tegenover de slaven. Spartacus omzeilt de strenge veiligheidsmaatregelen dankzij de smid Attius, die zich makkelijk laat omkopen. Hij start al snel een meedogenloze aanval, die afhankelijk is van een kleine doorgang aan de binnenkant van de stadspoort. Ondanks enkele complicaties werkt zijn tactiek waarop de rebellen de stad bestormen en veroveren na een felle nachtelijke strijd. Hoewel een aantal rebellen alle burgers van Sinuessa willen afslachten, neemt Spartacus een aantal van hen gevangen. Ondertussen voltooit Crassus de voorbereiding van zijn leger. Tiberius hoopt dat zijn inzet beloond zal worden met een benoeming als tweede bevelhebber, maar vreest dat hij opzij zal worden geschoven voor de jonge Gaius Julius Caesar. Caesar heeft een rijke en ambitieuze bondgenoot nodig om zijn schulden en de financiering van zijn politieke campagne te betalen, maar verliest enkele punten door te flirten met Kore, de slavin-minnares van Crassus, die in tegenstelling tot Crassus' vrouw mee zal reizen tijdens de strijd tegen de rebellen. |    |                        |               |                              |                  |
| 26 | 3  | Men of Honor           | John Fawcett  | Brent Fletcher               | 8 februari 2013  |
| Crassus zendt Tiberius vooruit met de instructies om de door de rebellen ingenomen stad Sinuessa te observeren en af te wachten. De meedogenloze Caesar aanvaardt niet dat hij de plaatsvervanger van de jonge knaap moet zijn en onthoofdt de poortwachter van de stad die wist te ontsnappen. Caesar meldt dat Spartacus de stad eenvoudig wist in te nemen. Ondanks de expliciete instructies van Spartacus, lijden de overlevende Romeinse burgers onder de overmatige wreedheid van de rebellen, vooral van de getraumatiseerde Naevia, die zelfs de smid Attius doodt. Laeta, die haar man Ennius, de aedilis van Sinuessa gedood zag worden door Spartacus, gaat door met het stelen van brood uit de keukens van de rebellen die ze aan enkele ondergedoken burgers van Sinuessa geeft. Een jonge bevrijde slavin met de naam Sybil toont interesse in Gannicus. Wanneer Siciliaanse piraten arriveren, ontdekt Spartacus dat hun kapitein Heracleo een geheime deal had gesloten met de gedode Ennius. Heracleo zou Ennius' zegel gebruiken om hun gekaapte buit te kunnen verkopen tegen marktprijzen. Heracleo stelt een alliantie voor waar Spartacus mee instemt, vooral om dringend de noodzakelijke voorraden te kunnen kopen. De verdachte leiders ontmoeten elkaar buiten de stad, maar worden bespioneerd door de ongeduldige Tiberius, die besluit om aan te vallen. De artillerie van de piratenvloot maakt echter veel slachtoffers onder de Romeinen. Tiberius raakt ernstig verwond door een van de rebellen en wordt gered door zijn beste vriend Sabinus, die Tiberius overtuigt om terug te trekken. |    |                        |               |                              |                  |
| 27 | 4  | Decimation             | Michael Hurst | Seamus Kevin Fahey           | 15 februari 2013 |
| Als straf voor de ongeoorloofde aanval op de rebellen die resulteerde in de zinloze dood van veel Romeinse soldaten, beveelt Crassus zijn zoon Tiberius en de soldaten die hebben deelgenomen aan de aanval om plaats te nemen in een decimatie. Hierbij worden tien Romeinse soldaten willekeurig uit de tien legioenen gekozen en geëxecuteerd voor lafheid als gevolg van de mislukte aanval. Dit leidt ertoe dat Tiberius gedwongen wordt om deel te nemen aan de executie van zijn beste vriend Sabinus. Hoewel de voedselvoorraden van Sinuessa op raken en de piratenkapitein Heracleo niet genoeg kan beloven buiten wijn, zelfs aan premiumprijzen, beveelt Spartacus dat er nieuwe bevrijde slaven worden toegelaten nadat er werd gezocht naar Romeinse soldaten die zich undercover onder de slaven begeven. Een groep wordt toegang geweigerd aan de stadspoort. Caesar slaagt erin zich voor te doen als een ontsnapte slaaf en wint het vertrouwen van de oneerlijke Nemetes. Als gevolg hiervan ontdekt Caesar tweedracht in de gelederen van Spartacus, die hij nog wat aanwakkert. Hiermee bereikt hij echter de afslachting van de meeste Romeinen en hij zaait twijfel in Crixus' hoofd over de vraag of Spartacus nog moet worden gehoorzaamd. Nadat Spartacus Laeta redt van haar dood, vertelt Crixus aan Naevia dat ze hun eigen pad moeten vormen in de rebellie tegen Rome. |    |                        |               |                              |                  |
| 28 | 5  | Blood Brothers         | T.J. Scott    | Allison Miller               | 22 februari 2013 |
| Voordat Spartacus en Crixus hun geschillen bijleggen, benoemt Spartacus Gannicus als tweede in rang, wat Crixus nog meer vervreemdt van Spartacus' beleid. Ondertussen lijkt Tiberius verbitterd en gebroken na Sabinus te hebben moeten executeren tijdens de decimatie, waarbij hij uithaalt naar overlevenden die zich wel laf hebben gedragen tijdens de aanval. Crassus stuurt zijn minnares Kore met wijn en tederheid naar zijn erfgenaam om hem te vleien, maar Tiberius verkiest de 'gewone' slavin bij wijze van compensatie te verkrachten. Senator Metellus wordt genegeerd wanneer hij aankomt in het Romeinse kamp en op een groffe manier vraagt waarom het leger nog niet opgetrokken is naar Sinuessa. In Sinuessa waagt Sybil haar kans bij Gannicus, die op haar aanbod ingaat. Spartacus test Crixus' geduld tot op de grenzen uit door hem achter te laten tijdens een aanval op Crassus' voedselvoorraden in Sicilië. Na zijn terugkeer kondigt Spartacus aan dat hij Heracleo's schepen zal gebruiken om naar Sicilië te varen om de laatste Romeinse burgers vrij te laten. Terwijl Crixus ontdekt dat dit een afleidingsmanoeuvre is om Crassus' kamp in te sluiten, wakkert Caesar de verdeeldheid en vechtpartijen in Spartacus' gelederen aan. Hierop opent hij de stadspoorten met andere Romeinse soldaten die undercover zijn. Spartacus ziet zijn maritieme plan gesaboteerd worden als blijkt dat de piraten zich hebben laten opkopen door Crassus. Agron, Saxa en Donar geraken ingesloten in de stad nadat ze Caesars ware identiteit hebben ontdekt en dat hij de Romeinse soldaten de stad heeft binnengelaten. |    |                        |               |                              |                  |
| 29 | 6  | Spoils of War          | Mark Beesley  | Jed Whedon                   | 15 maart 2013    |
| Crassus leidt een aanval met al zijn troepen om de bezette stad te heroveren op de rebellen. Gannicus blijft achter om de terugtrekking van Spartacus en de meeste krijgers naar de bergen te dekken. Gannicus wordt echter gedwongen om zich met Sybil achter vijandelijke linies te verbergen terwijl ze wachten op een kans om te ontsnappen. Laeta wordt gebrandmerkt als slavin voor haar samenwerking met Spartacus. Crassus beloont Heracleo voor zijn samenwerking met goud en schenkt hem Laeta. Gannicus waagt zijn kans en slaagt erin Heracleo te doden en Laeta te redden, die tijdens de ontsnapping gewond geraakt. Ondertussen wordt Tiberius met de taak belast om een feest ter ere van Caesars overwinning te organiseren. Op het feest daagt Caesar een gevangen slaaf uit tot een duel. Hij koopt ook senator Metellus om door de winst van de plundering van de stad te delen. Gannicus, Sybil en Laeta weten te ontsnappen en sluiten zich opnieuw aan bij de rebellen in hun nieuwe kamp op een afgelegen bergketen in het holst van de winter. |    |                        |               |                              |                  |
| 30 | 7  | Mors Indecepta         | Jesse Warn    | David Kob & Mark Leitner     | 22 maart 2013    |
| De rebellen zitten ingesloten op een onoverbrugbare besneeuwde bergkam. Spartacus en Crixus discussiëren over de manier waarop ze moeten ontsnappen. Crassus is ervan overtuigd dat de geul en de palissade die hij in het geheim liet bouwen Spartacus' leger zal ingesloten houden en zet een succesvolle val op door zijn persoonlijke tent gevaarlijk dicht bij de linie te laten opstellen. Om zijn schulden af te betalen beheerst Caesar zijn woede en wordt gedegradeerd tot een lagere in rang, terwijl Tiberius wordt hersteld als rechterhand van Crassus. Kore spant samen met Caesar om Tiberius' verkrachting bloot te leggen, maar wanneer ze hoort dat Crassus zegt dat zijn vaderlijke trots elke kinderlijke fout zal vergeven, besluit ze over te lopen naar de rebellen. Daar overwint Spartacus Crassus' ongeduld, die ontaardt in een bloedige vechtpartij. Een sneeuwstorm doodt een paar duizend van de zwakste rebellen, maar dankzij hun bevroren lijken kunnen Spartacus en de rebellen de geul overbruggen en opnieuw ontsnappen. |    |                        |               |                              |                  |
| 31 | 8  | Separate Paths         | T.J. Scott    | Brent Fletcher               | 29 maart 2013    |
| Enkele maanden later, wanneer de lente aanbreekt, komen Spartacus en de rebellen op een kruispunt in hun queeste. Een niet aflatende Crassus zit nog steeds Spartacus op de hielen. Het persoonlijke conflict tussen Tiberius en Caesar wordt intenser. Crixus en Spartacus besluiten om ieder zijn weg te gaan. Crixus kiest ervoor om verder richting Rome op te trekken, met onder zijn volgelingen Naevia en Agron. Spartacus gaat op weg naar andere oorden om zijn volgelingen uit het Romeinse Rijk te krijgen. Wanneer de rebellen feestvieren na een nieuwe stad te hebben ingenomen, ontdekken Spartacus en Laeta hun gevoelens voor elkaar. Tiberius vernedert Caesar zeer ernstig door hem te verkrachten. Crixus en zijn volgelingen verslaan verschillende legers voor ze worden benaderd door troepen van Crassus. In de daaropvolgende strijd raakt Agron gewond en voeren Crixus en Caesar strijd met elkaar. Crixus weet met de hulp van Naevia Caesar schijnbaar te overmeesteren, maar wordt in de rug aangevallen door Tiberius, die tegen Caesar zegt dat de tijd niet rijp is tot diens lijden tot een einde komt. Crassus beveelt Tiberius om Crixus te onthoofden. Voor de ogen van Naevia wordt Crixus gedood. |    |                        |               |                              |                  |
| 32 | 9  | The Dead and the Dying | Michael Hurst | Jeffrey Bell                 | 5 april 2013     |
| Crixus' leger is volledig weggevaagd. Crassus stuurt Naevia terug naar het kamp van Spartacus om hem te informeren over Crixus' dood. Agron wordt gekruisigd door Caesar. Spartacus weet Tiberius gevangen te nemen met de indirecte hulp van Caesar. Een woedende Crassus stuurt Caesar eropuit om te onderhandelen over de vrijlating van Tiberius. Spartacus organiseert gladiatorenspelen ter ere van Crixus, waarbij hij Tiberius en enkele andere gevangengenomen Romeinen als gladiator laat optreden. In het laatste deel van de spelen bevecht Naevia Tiberius en verslaat hem. Verrassend genoeg spaart Naevia hem wanneer Spartacus onthult dat Crassus en Caesar hebben voorgesteld om vijfhonderd rebellen vrij te laten in ruil voor Tiberius. Tijdens de uitwisseling vertelt Caesar tegen Tiberius dat hij van plan is hem te martelen, waarop Kore Tiberius langs achter aanvalt en hem doodt. Caesar maakt van de gelegenheid gebruik om Kore terug naar Crassus te brengen om hem te kalmeren. De vijfhonderd rebellen, waaronder Agron, worden teruggestuurd naar Spartacus. Caesar en Kore brengen Crassus op de hoogte van de dood van Tiberius, maar vertellen hem niet dat het Kore was die Tiberius doodde. Spartacus vertelt zijn overgebleven rebellen zich klaar te maken voor de laatste strijd. |    |                        |               |                              |                  |
| 33 | 10 | Victory                | Rick Jacobson | Steven S. DeKnight           | 12 april 2013    |
| De discipline en moraal onder Spartacus' troepen is in verval. Spartacus draagt zijn manschappen op om in de aanval te gaan tegen Crassus, tijdens het hoogtepunt van de slavenopstand tijdens de Slag om de Sele-rivier. Voorafgaand aan de slag heeft Spartacus een ontmoeting met Crassus, waarbij de twee tot een wederzijds begrip komen, maar ze zijn het erover eens om elkaar te bevechten op het slagveld tot de dood. Spartacus onthult ook aan Crassus dat Kore degene was die Tiberius doodde en niet hij. Hierop spreekt Spartacus een laatste keer zijn manschappen toe. Nasir maakt een zwaard met een speciale handgreep zodat Agron mee kan vechten ondanks zijn opgelopen verwondingen na zijn kruisiging. In het begin van de strijd weten Spartacus en zijn manschappen verschillende Romeinen te doden, maar Lugo wordt geraakt door een brandend projectiel. Hij vervloekt de Romeinen voor hij sterft. Een Romeinse cavalerist doodt Castus die zonder spijt van hun zoektocht naar vrijheid sterft in de armen van Nasir en Agron. Saxa wordt dodelijk verwond door verschillende Romeinen en sterft in de armen van Gannicus nadat ze de Romeinen die haar verwondden, zelf heeft gedood. Naevia voert strijd met Caesar, waarbij Caesar haar door de achterkant van haar nek steekt met hetzelfde zwaard waar Tiberius Crixus mee onthoofde. Hierop gaat Caesar de strijd aan met Gannicus. Gannicus weet Caesar te verwonden maar wordt omsingeld en gevangengenomen door Caesars soldaten voordat hij hem kan afmaken. Spartacus doodt enkele Romeinse soldaten voor hij een bloedige strijd begint met Crassus. Spartacus weet Crassus te verslaan nadat beiden elkaar zware klappen hebben uitgedeeld, maar wordt dodelijk verwond door drie Romeinse soldaten die achter hem verschijnen en hem doorboren met speren. Agron komt tot bij Spartacus en voert hem uit de buurt van het slagveld. Aan het einde van de strijd arriveert Pompeius en strijkt de eer op over het verslaan van Spartacus. Gannicus en al de andere opstandige gevangengenomen rebellen worden gekruisigd. Gannicus sterft terwijl hij zich zijn glorietijden in de arena als Kampioen van Capua herinnert. Hij ziet ook de geest van Oenomaus, die lachend zijn vriend opwacht in het hiernamaals. Crassus laat Kore naast Gannicus kruisigen omdat ze zich heeft aangesloten bij de rebellen, hoew hij haar de moord op zijn zoon vergeeft. De zegevierende Crassus, Caesar en Pompeius keren terug naar Rome waar een machtsstrijd tussen hen drie vorm begint aan te nemen. Spartacus sterft in de armen van Agron waarbij hij zegt dat hoewel ze de oorlog verloren hebben, de grootste overwinning die hij heeft behaald is te kunnen sterven als een vrij man. Laeta, Sybil, Nasir en enkele tientallen overlevenden van het verslagen rebellenleger voegen zich bij Agron, de laatste overlevende gladiator van het Huis Batiatus, klaar om aan een nieuw leven te beginnen. Spartacus, wiens ware naam nooit is onthuld, wordt begraven in een graf dat wordt gekenmerkt door een schild met de gedoemde Rode Slang op. |    |                        |               |                              |                  |